# Grapska Gornja
Grapska Gornja är en ort i Bosnien och Hercegovina.   Den ligger i entiteten Republika Srpska, i den centrala delen av landet, 110 km norr om huvudstaden Sarajevo. Grapska Gornja ligger 166 meter över havet och antalet invånare är 1 668.
Terrängen runt Grapska Gornja är kuperad åt sydost, men åt nordväst är den platt.Närmaste större samhälle är Doboj, 4,8 km söder om Grapska Gornja. 
I omgivningarna runt Grapska Gornja växer i huvudsak lövfällande lövskog. Runt Grapska Gornja är det ganska tätbefolkat, med 93 invånare per kvadratkilometer.